# Jon Brower Minnoch
Jon Brower Minnoch (29 de setembre de 1941 - 4 de setembre de 1983) va ser un home nord-americà destacat per ser l'ésser humà més pesant de la història, amb un pes aproximadament de 1400 lliures o 635 quilograms al seu punt àlgid. Obès des de la infància, Minnoch normalment pesava 800-900 lliures o 363-408 quilograms durant els seus anys d'adult. Era propietari d'una empresa de taxis i treballava com a conductor a la seva casa a Bainbridge Island, Washington.
En un intent de perdre pes, Minnoch va restringir a unes 600 quilocalories en la seva dieta per dia sota ordres d'un metge. Com a resultat, Minnoch va estar postrat al llit durant unes tres setmanes abans de finalment acceptar anar a un hospital el març de 1978. Van necessitar més d'una dotzena de bombers per transportar-lo al Centre Mèdic de la Universitat de Washington a Seattle. Els metges van diagnosticar a Minnoch un edema massiu i un endocrinòleg va estimar que el seu pes era d'aproximadament de 1400 lliures o 635 quilograms. Els seus metges el van limitar a unes 1200 quilocalories de dieta diària on, després d'uns dos anys a l'hospital, va perdre més de 900 lliures o 408 quilograms —la pèrdua de pes humana més gran documentada en aquell moment. Després de sortir de l'hospital, Minnoch va recuperar gran part del pes i va morir el setembre de 1983, amb un pes de prop de 800 lliures o 363 quilograms a la seva mort. L'arqueta de Minnoch ocupava dos llocs d'enterrament al cementiri Mount Pleasant de Seattle.

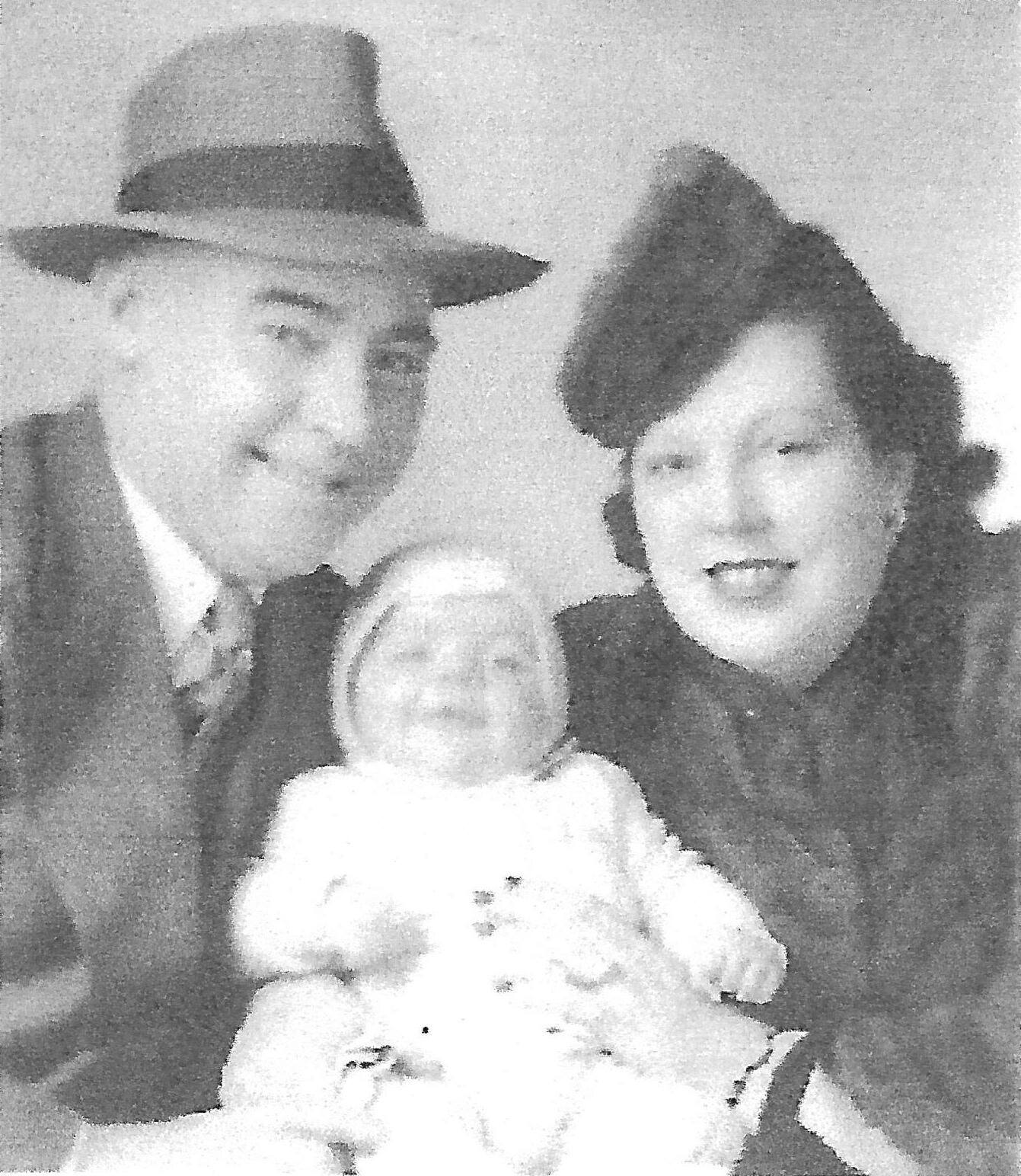
Minnoch de petit amb els seus pares.

### Vida primerenca i personal
Minnoch va néixer l'any 1941 a Seattle, Washington, de John Minnoch i June (nascuda amb el cognom Brower). Va pesar aproximadament 7 lliures o 3 quilograms en néixer. Quan Minnoch era un nen, els seus pares es van traslladar de Seattle a un apartament a un hotel de Bellingham. Era fill únic. El pare de Minnoch va treballar com a maquinista i va morir d'un atac de cor el 1962. La mare de Minnoch es va graduar a la Seattle Pacific University i va treballar com a infermera registrada a l'Hospital Providence i més tard com a operadora telefònica. June va morir el 1986, tres anys després del seu fill. L'avi de Minnoch, Peter, va néixer a Escòcia i va emigrar a Ogden City, Utah, el 1876 amb el moviment dels Sants dels Últims Dies.

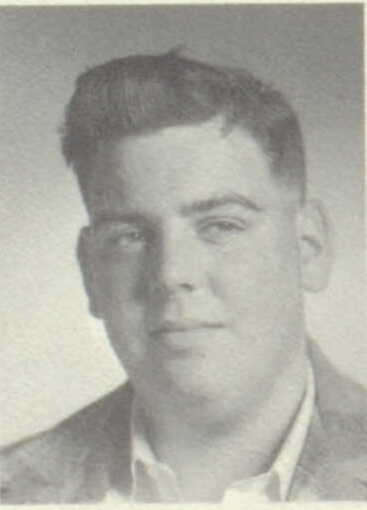
Minnoch a l'anuari superior de 1958 de Bothell High School.

Minnoch va patir obesitat des de la infància. Als 12 anys, pesava 294 lliures o 133 quilograms. Als 22 anys, pesava 392 lliures o 178 quilograms i va arribar a les 700 lliures o 320 quilograms el 1963. Minnoch solia pesar entre 800-900 lliures o 363-408 quilograms i feia 1,85 metres d'alçada. Tenia un percentatge de greix corporal al voltant del 80%. Minnoch va dir que la retenció d'aigua era la causa principal de la seva obesitat. L'especialista britànic en obesitat David Haslam afirmà que la retenció d'aigua de Minnoch va ser una conseqüència del seu pes greu, no la causa.
Malgrat la seva condició, Minnoch va intentar viure una vida convencional i va afirmar que "de cap manera tenia discapacitat". Va assistir a l'escola secundària de Bothell i va conduir taxis aquàtics durant 17 anys. Es va casar amb la seva dona, Jean McArdle, el 1963. La parella va operar junts la companyia Bainbridge Island Taxi Co.,  l'únic taxi de l'illa en aquell moment. Segons un amic, Minnoch tenia fama d'"home de família càlid i divertit" a l'illa. El març de 1978, Minnoch pesava 12 vegades el pes de la seva esposa, unes 110 lliures o 50 quilograms, trencant el rècord de la disparitat més gran de pes entre una parella casada. Minnoch i McArdle es van divorciar el 1980 i es va casar amb Shirley Ann Griffen el 1982. Va tenir dos fills, Joan i Jàson.

### Hospitalitzacions i mort
Minnoch finalment "es va cansar tant" de ser pesat que va decidir reduir la seva ingesta d'aliments a "gairebé a no res". Amb recepta mèdica, va seguir una dieta de 600 calories al dia només amb verdures. També va prendre grans dosis d'un diürètic que no va aconseguir eliminar l'excés de líquid del seu cos. Després d'unes tres setmanes de debilitat i d'estar postrat al llit, va escoltar les peticions de la seva dona per entrar a l'hospital. Minnoch va ser ingressat al Centre Mèdic de la Universitat de Washington a Seattle el març de 1978, patint insuficiència cardíaca i respiratòria. Els bombers es van veure obligats a treure una finestra de casa seva i a col·locar-lo sobre un gruixut tros de fusta contraxapada. Minnoch no podia moure's ni parlar. Va necessitar una desena de bombers, personal de rescat i una llitera especialment modificada per traslladar-lo a l'hospital. Allà, el van col·locar en dos llits junts i van necessitar tretze assistents per fer-lo girar.

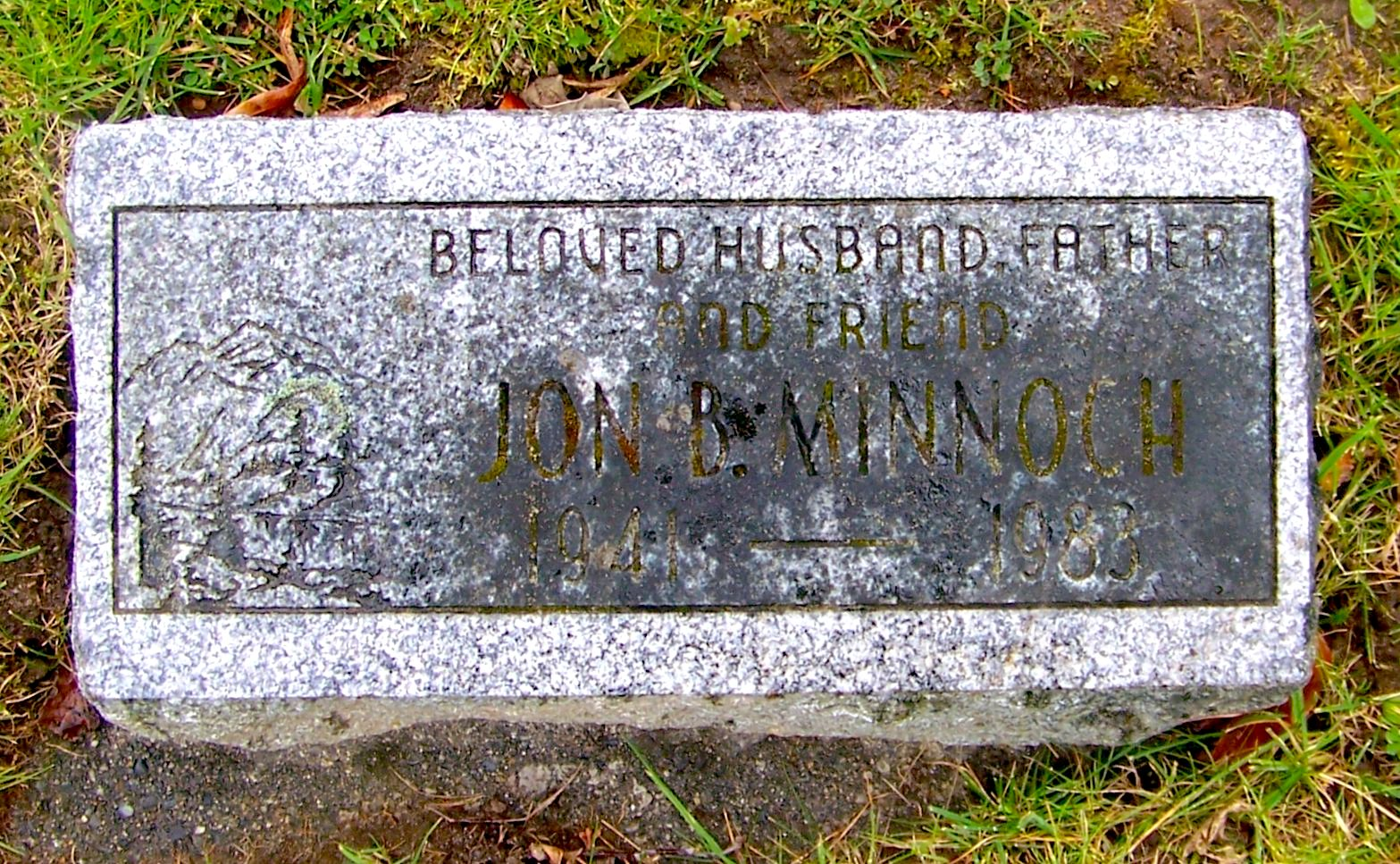
La làpida de Minnoch. El seu epitafi diu: "Estimat Marit, Pare i Amic".

A l'hospital, a Minnoch se li va diagnosticar un edema massiu, una condició en la qual el cos acumula excés de líquid extracel·lular. A causa de la seva mala salut, mesurar el seu pes amb una bàscula era impossible. Tanmateix, l'endocrinòleg Robert Schwartz va estimar que el seu pes era d'uns 1,400 lb (635 quilograms; 100 stone) . Segons Schwartz, "probablement era més que això. Era com a mínim de 300 lliures la persona més pesada que s'havia denunciat", i "probablement el més inusual del cas [de Minnoch] va ser que va viure". Va assolir un índex de massa corporal (IMC) màxim de 186 kg/m 2 i va passar diversos dies amb un respirador. L'abril de 1978, els seus metges van qualificar el seu estat mèdic com a "crític". Schwartz va dir que Minnoch mostrava símptomes de la síndrome de Pickwickian, on una respiració insuficient fa que augmenti el nivell de diòxid de carboni al torrent sanguini.
Minnoch va romandre a l'hospital durant dos anys i es va posar a una dieta de 1,200 kcal (5,000 kJ)  per dia. Quan va ser donat d'alta de l'hospital, pesava 476 lb (216 kg; 34 st), havent perdut 924 lb (419 kg; 66 st), la pèrdua de pes humana més gran mai documentada en aquell moment. Esperava arribar a un pes d'uns 210 lb (95 quilograms; 15 stone), dient: "He esperat 37 anys per tenir aquesta oportunitat d'una nova vida". Malgrat això, aviat va començar a guanyar pes de nou. Va ser readmès a l'hospital poc més d'un any després, l'octubre de 1981, després que el seu pes augmentava a 952 lb (432 kg; 68 st) ; havia aconseguit guanyar 200 lb (91 kg; 14 st) en només set dies. Va morir 23 mesos després, el 4 de setembre de 1983, als 41 anys En el moment de la seva mort, pesava 798 lb (362 kg; 57 st) . Segons el seu certificat de defunció, la causa immediata de la mort de Minnoch va ser una aturada cardíaca, amb una insuficiència respiratòria i una malaltia pulmonar restrictiva com a factors contribuents. Va ser enterrat en un cofre de fusta fet de fusta contraxapada3⁄4 polzada (20 mm)  gruixuda i folrada amb tela. El taüt ocupava dues parcel·les del cementiri i es necessitaven al voltant d'11 homes per transportar el seu arquet al seu lloc d'enterrament al cementiri de Mount Pleasant.